# Krzyczki-Pieniążki
Krzyczki-Pieniążki – wieś sołecka w Polsce położona w województwie mazowieckim, w powiecie nowodworskim, w gminie Nasielsk.
| SIMC    | Nazwa | Rodzaj    |
| ------- | ----- | --------- |
| 0120129 | Glice | część wsi |

W latach 1975–1998 miejscowość administracyjnie należała do województwa ciechanowskiego.